# NHK
NHK (日本放送協会, Nippon Housou Kyoukai) er det japanske public service-medie med både radio- og tv-station. NHK's finansieres gennem TV-licens, og dens kanaler sendes uden reklamer. Navnet udtales i Japan på engelsk.
Stationen startede med at sende radio i 1926 med britiske BBC som forbillede. Dens anden radiostation gik i luften 1931. Nogle år senere begyndte stationen at sende TV som et af de første i verden.
I dag2009 har NHK fem nationale TV-kanaler. NHK General TV og NHK Educational TV som sendes via kabelnettet samt satellitkanalerne NHK BS1, NHK BS2 og HD-kanalen NHK Hi-Vision. De sidste kræver dog ekstra abonnementsafgift og når derfor en mindre del af befolkningen end hovedkanalerne. Der er desuden de tre radiokanaler: NHK Radio 1, NHK Radio 2 og NHK FM.